# 11083 Каракас
11083 Каракас (11083 Caracas) — астероїд головного поясу, відкритий 15 вересня 1993 року.
Тіссеранів параметр щодо Юпітера — 3,544.